# Palazzo Ducale (Senigallia)
Il Palazzo Ducale (noto anche come Palazzo del Duca) è uno degli edifici storici più rappresentativi della città di Senigallia (AN), nelle Marche.
La struttura, già residenza di rappresentanza dei Della Rovere e dei loro ospiti fin dal XVI secolo, si erge di fronte alla Rocca Roveresca, sul lato più lungo della piazza omonima che fungeva da cortile.

## Storia e costruzione
La costruzione del palazzo è situata cronologicamente al tempo dei lavori di fortificazione del progetto della “Senigallia Pentagonale” di Guidobaldo II della Rovere a metà del XVI secolo ed è stato progettato da Gerolamo Genga.
Egli, infatti, voleva creare una residenza degna di essere rappresentativa della città che stava rinnovando.
Guidobaldo aveva tuttavia scelto Pesaro come sua dimora principale; la residenza senigalliese, infatti, doveva essere in grado di ospitare temporaneamente lui, la sua corte e gli ospiti illustri che continuamente transitavano lungo la costa adriatica.
La finalità del palazzo è attestata ad esempio dalla scelta della sua posizione, ovvero, quella di maggior rappresentanza, di fronte alla Rocca, simbolo della potenza dei Della Rovere.
Il luogo era, infatti, poco adatto a una dimora permanente, a causa del continuo passaggio delle truppe che avrebbe turbato l’indispensabile tranquillità, caratteristica delle corti rinascimentali.
Inoltre il palazzo presenta un solo piccolo cortile interno, poiché il suo cortile ufficiale era la piazza situata di fronte, nella quale, a partire dal XVI secolo, si svolgevano delle esercitazioni militari le quali venivano osservate da Guidobaldo dalle finestre del nuovo palazzo, altro motivo della costruzione di esso.
La piazza era più grande di quella attuale e priva di fontana, poiché doveva rimanere sgombra, rispettando la sua funzione militare.
La residenza inizialmente contava 34 stanze, in seguito fu ampliata per volere del figlio di Guidobaldo, Francesco Maria II, arrivando a 64.
Tuttavia alcuni documenti riguardanti l’ampliamento del palazzo ne attribuiscono il merito al Signore di cui gli autori sono sudditi, come nel caso dei lavori attribuiti a Giovanni della Rovere.
Nonostante la lettura della struttura architettonica sia ormai gravemente compromessa, è ancora possibile individuare che la parte più antica del palazzo è quella sinistra, grazie all’ evidente asimmetria del portale rispetto all’ intero fabbricato.  Possiamo comprendere ciò anche grazie alle piante del “Registro Albani”, che attestano la presenza della cucina e di altre stanze di servizio le quali garantiscono l’autosufficienza della parte sopra indicata rispetto al resto del palazzo, e dalla presenza nel salone di rappresentanza della raffigurazione dello stemma di Guidobaldo II.

## Struttura

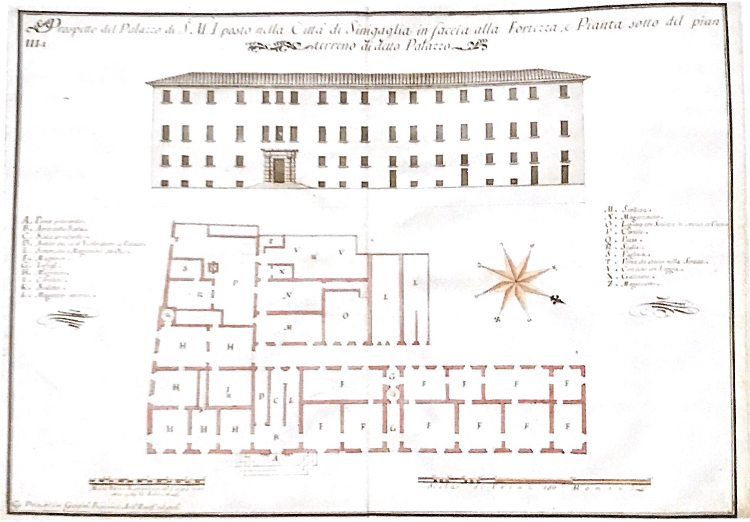
Pianta del Palazzo ducale

Le piante del palazzo del “Registro Albani” risalenti al 1756 descrivono l’originaria costruzione guidobaldina che comprendeva alcuni isolati delle vie Marchetti e Arsilli. La costruzione originaria al piano terra comprendeva: la scala principale con il suo atrio, il sottoscala e quattro magazzini di cui uno da olio, due ingressi di servizio, sei stanze, un cortiletto, una scaletta che si raccorda al passo segreto del piano nobile, un cortile grande con pozzo, due stalle, una “legnara”, con una scaletta che conduce alla cucina del piano superiore, un cortiletto con loggia, un “gallinaro”, e due magazzinetti.
Al piano nobile invece erano situate: la continuazione della scala principale, il pianerottolo, una sala grande, un’anticamera, tre camere da letto, un cortiletto, uno stanzino con passaggio segreto che conduceva probabilmente alla Rocca, tre locali adibiti a cucine e una cappellina privata. Manca la descrizione del terzo piano, demolito in seguito del terremoto del 1930; che si suppone fosse adibito in prevalenza a camere da letto, sicuramente non riservato alla servitù a causa dei ricchi arredi.
Perciò la costruzione originaria era un elegante palazzetto, simmetrico nelle sue proporzioni, ornato dal bel portale posto al centro della facciata e leggermente sopraelevato al piano della piazza; infatti il dislivello era colmato da tre gradini. A seguito dell’ampliamento la facciata non ha mantenuto la sua simmetria, infatti il portale non si trova più al centro.

## Ristrutturazione e ampliamento
Probabilmente l’accresciuta importanza economica di Senigallia all’interno del ducato fece sì che il nuovo duca, Francesco Maria II della Rovere, succeduto al padre nel 1574 decidesse di ampliare la corte, accrescendo il piano terra con magazzini e il piano nobile con camere da letto. Si può pensare che l’ampliamento del palazzo sia stato ideato anche per rendere l’edificio più grande di tutti gli altri che la nobiltà cittadina stava costruendo. Era infatti simbolo della supremazia del duca , anche per questo motivo Francesco Maria fece costruire una bella fontana di fronte al suo palazzo alimentata dalle acque del nuovo acquedotto di San Gaudenzio. Inizialmente, i cittadini desideravano che essa fosse costruita in un punto più visibile della città, ovvero Piazza Roma, ma si seguirono le volontà del Duca. Il 22 Dicembre 1600 iniziarono i lavori seguendo il progetto di Mastro Stefano de Tomaso, e furono terminati nel 1602.

### La fontana delle anatre

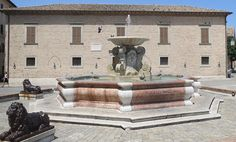
Fontana delle anatre

La fontana originaria era costruita in pietra di Verona e dotata di un accurato marchingegno idraulico. Inizialmente essa era ornata da quattro anatre, fuse a Senigallia nella fonderia della Zecca da uno scultore urbinate, Donnino Ambrosi, due di queste ornano ancora oggi la fontana delle oche. Le quattro anatre sono disposte in modo da sembrare che galleggino sull’acqua e vogliono ricreare l’ambiente delle Saline. Esprimono il desiderio di tramandare la memoria del disseccamento della zona paludosa. Nel 1889 la fontana venne restaurata e ornata da quattro leoni, le anatre sono state perdute e in seguito ritrovate localmente.

### I soffitti

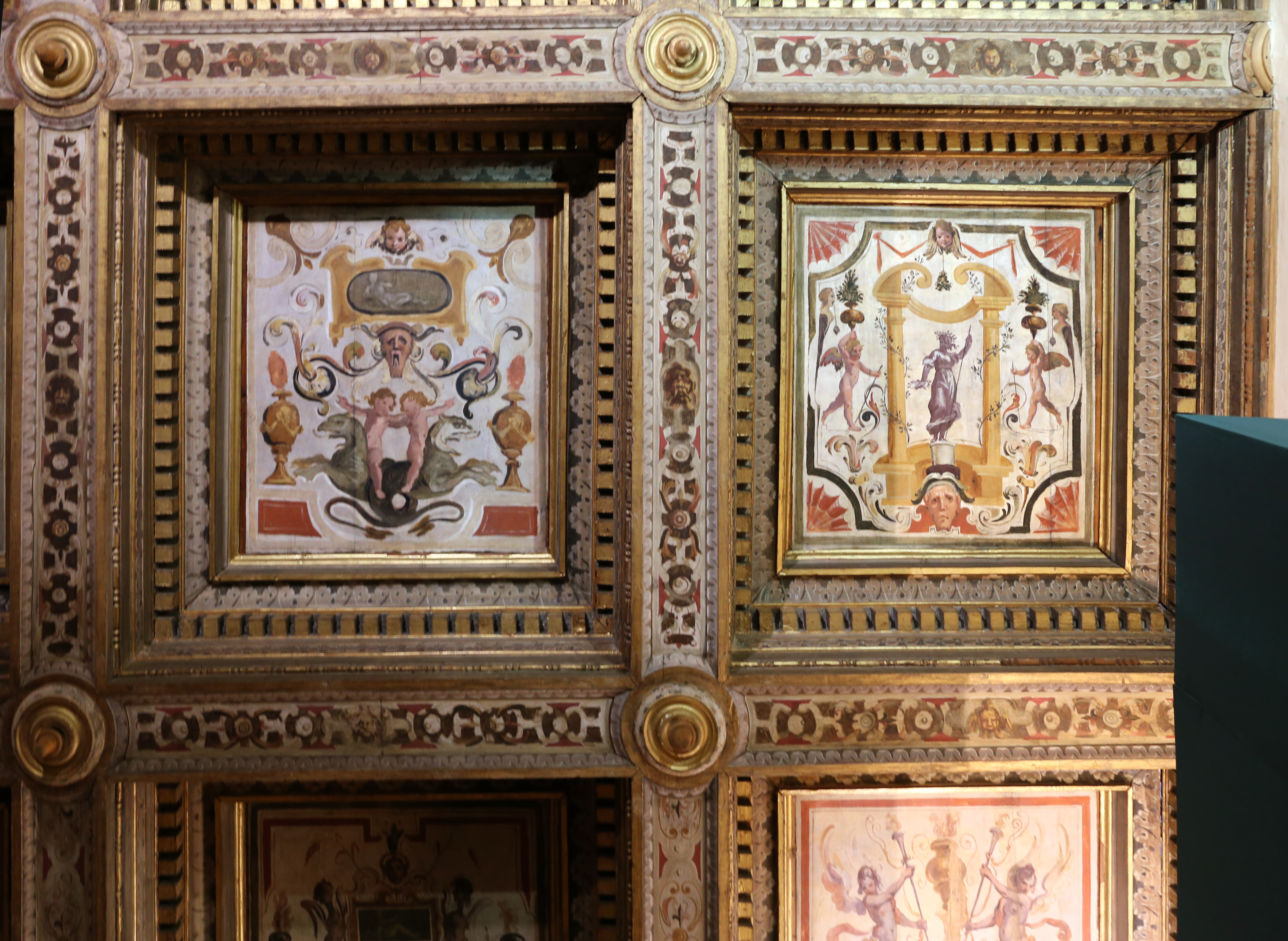
Particolare del soffitto a cassettoni dello Zuccari

Si presume che i soffitti del Palazzo Ducale siano stati realizzati da Taddeo Zuccari, grazie alla comparazione di questi ultimi con le pitture “grottesche” di Villa Farnese a Caprarola, sempre attribuite al noto artista. Egli inoltre nel periodo che va dal 1553 al 1555, anni di datazione dei soffitti, si trovava presso la corte di Guidobaldo, secondo le fonti del Vasari.
Egli, infatti, gli aveva commissionato anche gli affreschi della Cappella del Duomo di Urbino.
I soffitti del Palazzo del Duca sono unici nel loro genere, occupano una superficie di circa 150 metri quadrati e sono composti da 49 cassettoni, 42 dei quali sono ancora visibili; gli ultimi sette sono rovinati irrimediabilmente. Questi ci confermano il carattere provvisorio della residenza; poiché le decorazioni sono legate al tema della festa infatti , ogni qualvolta il Duca e la sua Corte visitavano la città venivano accolti con grandi festeggiamenti. I soffitti sono pervasi di una vena di allegria e di follia nelle quali si fondono i temi della festa popolare; quelli carnevaleschi e quelli dell’immaginario cinquecentesco; che vengono rappresentati attraverso lo stile grottesco. Gli artisti si avvalgono della ripresa degli affreschi pompeiani per esprimere un’arte contemporanea. Dalle decorazioni dei soffitti trapela un mondo per così dire alla rovescia, attraverso la rappresentazione del carnevale. È la ripresa dei valori di un mondo che ormai non può rivivere ma può fungere da “servo”. Così si spiega la presenza del putto sulla cui testa compare la corona imperiale; ovvero la rappresentazione del potere detenuta dai bambini che crea un rovesciamento dei valori sociali. Lo stemma stesso del Duca rientra in questo contesto; è raffigurato non di fronte ma di scorcio, ovvero a tre quarti, è trasportato in volo da alcuni angioletti.

#### Lo stemma

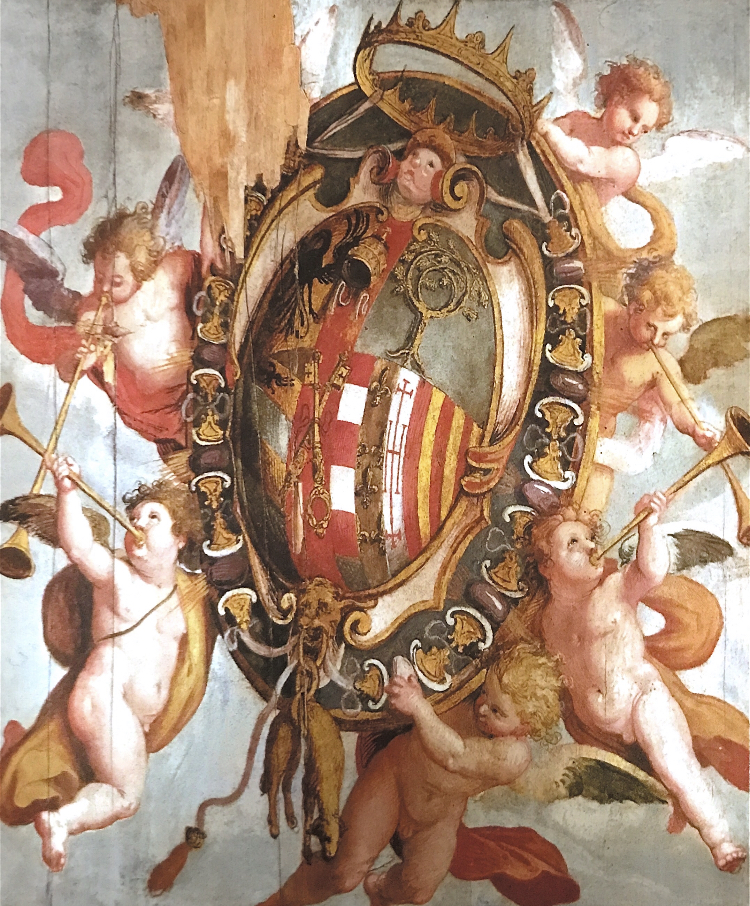
Stemma di Guidobaldo II

Lo stemma di Guido Baldo è costituito da un’arme inquartato, diviso da una banda rossa con una tiara d’oro e due chiavi a formare una croce di Sant’Andrea, una d’oro l’altra d’argento.
- Nel primo quadrante è raffigurata un’aquila nera su fondo oro.
- Nel secondo su sfondo azzurro, è raffigurata una rovere sradicata con i rami che s’incrociano formando due croci di Sant’Andrea, in oro.
- Nel terzo, bandato di azzurro e oro, viene raffigurato un aquilotto in nero coronato.
- Il quarto è diviso a destra in tre sezioni; la prima fasciata di argento e di rosso in otto pezzi, la seconda in azzurro seminata di gigli d’oro, nella terza a sfondo argento è raffigurata una croce scrociata e potenziata d’oro accantonata da quattro crocette scrociate. La parte sinistra è invece divisa in fasce oro e rosse.

Lo stemma è circondato da una cornice in oro con un agnello pendente, simbolo di appartenenza all’ordine cavalleresco del Toson d’oro. Inoltre, lo stemma consente di comprendere quali sono le nobiltà di appartenenza del signore. Infatti, Guidobaldo è per adozione un Montefeltro, per casata un Della Rovere per possesso Duca di Urbino, e per adozione un Aragona.

#### I cassettoni

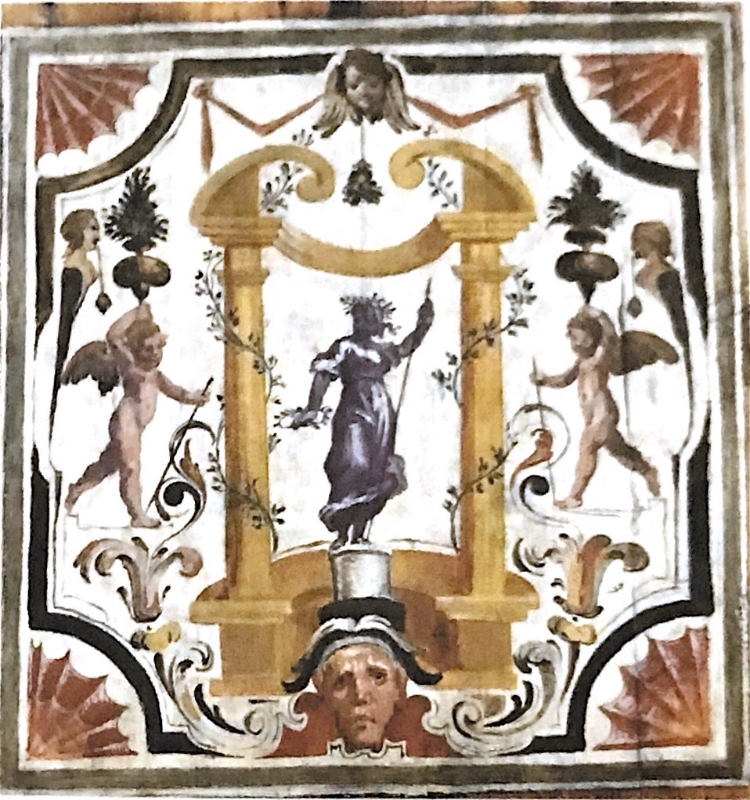
Cassettone delle donne

Ogni cassettone raffigura una particolare storia ricca di simboli come i portali, che hanno la funzione di essere luoghi di passaggio, collegandosi così all’allegoria della curiosità umana che spinge l’uomo a voler conoscere. Tra i più interessanti ricordiamo:
- In uno dei cassettoni sono rappresentate due figure di donne animali che giocano con il fuoco, simbolo per antonomasia della vita che diviene e della festa che sottolinea la presenza in città di uomini illustri.

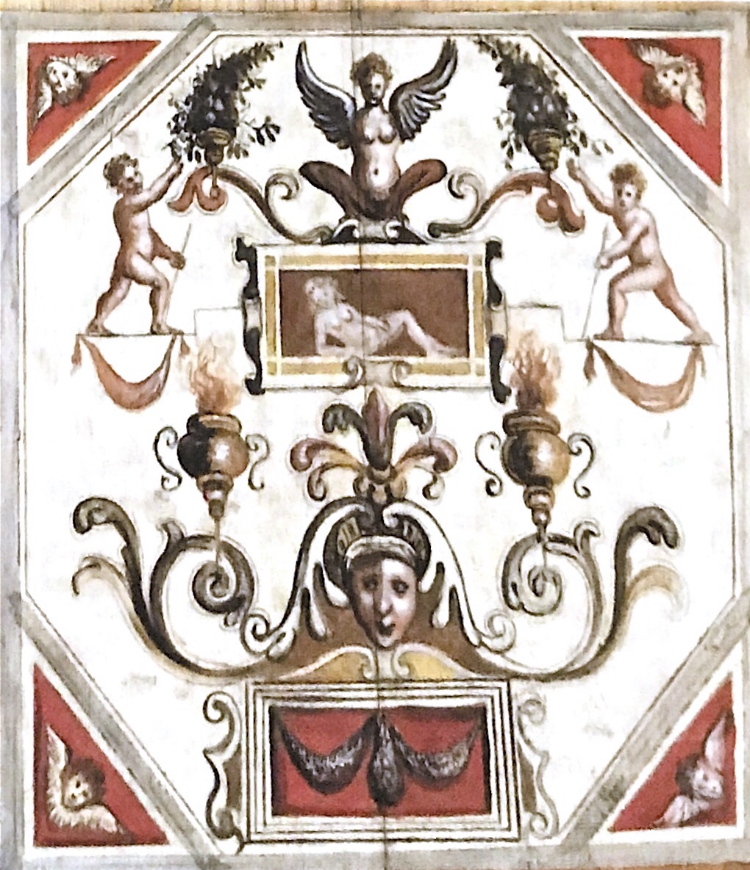
Cassettone della nascita

- Cassettone della nascitaNel secondo cassettone viene rappresentata una donna figura mitologica con un grande ventre nell’atto di partorire che trasmette un messaggio di vita permanentemente destinata a rinnovarsi nell’ambiguo gioco vecchiaia-nascita, infatti è posta sopra all’immagine di una donna sdraiata che sembra pervasa dai dolori della vita.

Cassettone degli avvocati

- Cassettone degli avvocatiNel terzo cassettone vediamo la rappresentazione ironica di due avvocati a cui un bue, simbolo di pazienza, presta le sue orecchie, mentre essi, uno vecchio ed uno giovane, accarezzano quelle di un asino. Tutte e tre le figure sono poste sotto una bilancia della giustizia, i cui piatti sono in equilibrio. Il giovane legge libri di diritto ricercando una soluzione, ma il suo indice è rivolto verso terra a simboleggiare che nonostante la morte, la causa verrà portata avanti. Il vecchio invece tiene i libri sotto i piedi.

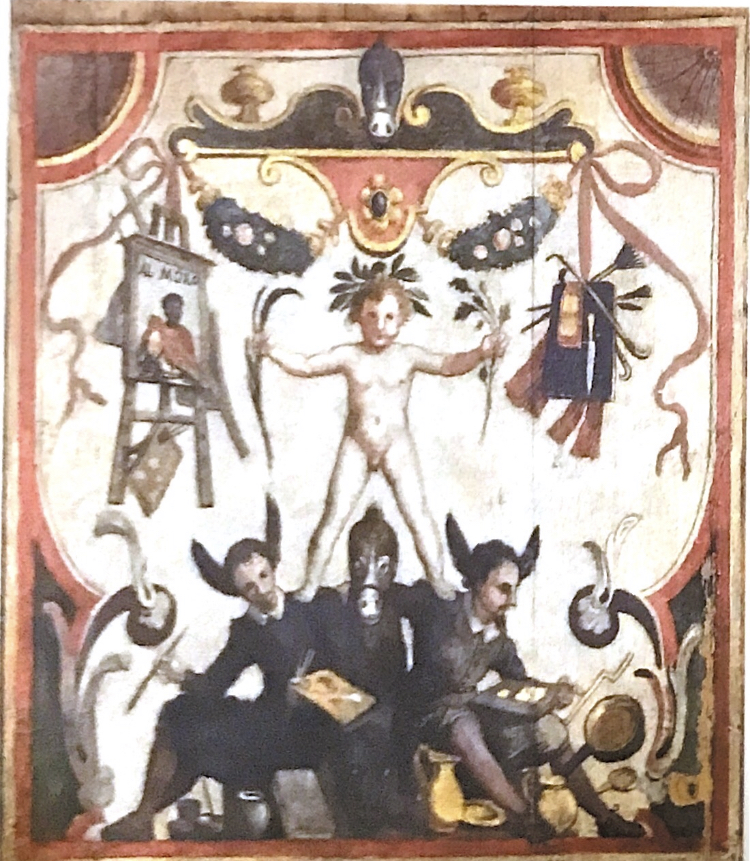
Cassettone degli artisti

- Cassettone degli artistiNel quarto cassettone si raggiunge il culmine dell’ironia con la rappresentazione degli artisti a cui un asino ha prestato le sue orecchie. Questi vengono rappresentati nell’atto del lavorare, ma ai piedi hanno i simboli del cibo, come piatti, scodelle, bicchieri e un tegame. Il ritratto che poggia sul cavalletto è dedicato alla figura del “Moro”, ovvero l’infedele che minaccia la società cristiana.

## Le vicende del Palazzo dopo la devoluzione del Ducato allo Stato della Chiesa
L’eredità del Duca passò alla nipote Vittoria, figlia di Claudia dei Medici e di Federico Ubaldo. Le venne impedita la successione perché femmina, sposò quindi Ferdinando II Granduca di Toscana nel 1634. Da questo momento i beni Rovereschi passarono sotto il controllo della casata Medicea. L’11 Settembre del 1625 venne scritto l’Inventario di Corte che è parte di un più complesso documento nel quale sono inseriti gli elenchi delle “robbe”. Essi riportano la ricchezza degli arredi di pelle finemente lavorata e degli arazzi che coprono interamente le pareti. Inoltre traspare una visione di trascuratezza della residenza ducale in seguito alla finr della dinastia Roveresca.
Alla morte di Francesco Maria II della Rovere nel 28 Aprile 1631 il Ducato di Urbino venne annesso allo Stato della Chiesa e i suoi territori formarono la Legazione di Pesaro Urbino che durò fino all’Unità d’Italia.
Tutte le città dell’ex Ducato mantennero gli statuti cinquecenteschi, così avvenne anche per Senigallia che oltretutto vide una grande crescita economica grazie alla Fiera della Maddalena che consentì un maggiore sviluppo commerciale. Bensì la costruzione del ghetto ebraico a Senigallia iniziata nel 1632 testimoniò che il potere dei Duchi stava decadendo. Come sito venne scelto quello meno centrale che si trovava a pochi metri dalla Corte. Ciò, unito al fatto che la Rocca venne adibita a carcere, contribuì all’ emarginazione della piazza e del palazzo dalla vita quotidiana della città.
In seguito a una crisi economica del Ducato, Vittoria della Rovere destinò il Palazzo ad essere affittato. Cominciò così la serie degli affittuari: i Duranti di Senigallia, gli Honorati di Pesaro e nel 1653 i fratelli Paolo Emilio e Guido Ubaldo di Filippo Galeotti di Gubbio.
Vittoria della Rovere il 9 Ottobre 1676 redasse il suo testamento; i beni furono quindi ereditati dal secondogenito Cardinal Francesco Maria dei Medici. Alla sua morte passarono a Gian Gastone dei Medici e alla morte di questo vennero ereditati dalla sorella Anna Maria Ludovica. Essa stipulò un particolare trattato con il Granduca di Lorena il 31 Ottobre 1737 mediante il quale l’erede di Casa Medici diventò Imperatore con nome di Francesco I, e la Corte senigalliese diventò dunque proprietà imperiale. Egli iniziò una trattativa per la vendita del ducato con la Camera Apostolica per la vendita del ducato, che fu conclusa con l’acquisto del 26 ottobre 1763. Tuttavia la morte dell’imperatore portò ad uno scontro tra l Camera Apostolica e gli eredi dell’imperatore, sulla base dei vincoli per i quali egli non avrebbe potuto vendere quei beni. La Chiesa tuttavia non rinuncia all’ acquisto ed affida il Palazzo ducale di Senigallia al Principe Orazio Albani nel 1777. Il Palazzo ducale rimase sotto la proprietà degli Albani anche per la prima metà del XIX secolo, quando una controversia oppose Antonietta Simonetta Litta in Visconti al Cardinal Giuseppe Albani. La sentenza del 23 Gennaio 1861 stabilì il dominio diretto del Palazzo al Cardinal Albani e il dominio utile alla nobildonna milanese. Tra gli avvenimenti più significativi troviamo la scelta del Palazzo nel 1860, anno dell’annessione di Senigallia alla Stato italiano, come residenza del Regio Commissario Lorenzo Valerio, infatti divenne la sede Commissariale per le Marche in attesa della liberazione di Ancona. Il degrado del palazzo iniziò nel XX secolo con la frammentazione della sua proprietà. Essa iniziò nel 1919, quando il principe Emanuele Ruspoli vendette il Palazzo al Dott. Alfredo Tacchi che a sua volta cedette i due terzi ad Alfredo Marzocchi e ad Ernesto Benigni. Nel 1920 Tacchi vendette il suo terzo agli altri due proprietari e a Carlo Antonietti. Da qui i proprietari aumentarono a causa dell’eredità.
In questa situazione si inserì il terremoto del 1930 a causa del quale il Palazzo fu gravemente danneggiato, infatti fu mutilato di un piano e lesionato in tutta la struttura.